# Metalimnobia (Tricholimonia) imitatrix
Metalimnobia (Tricholimonia) imitatrix is een tweevleugelige uit de familie steltmuggen (Limoniidae). De soort komt voor in het Afrotropisch gebied.